# Jiangsuköket

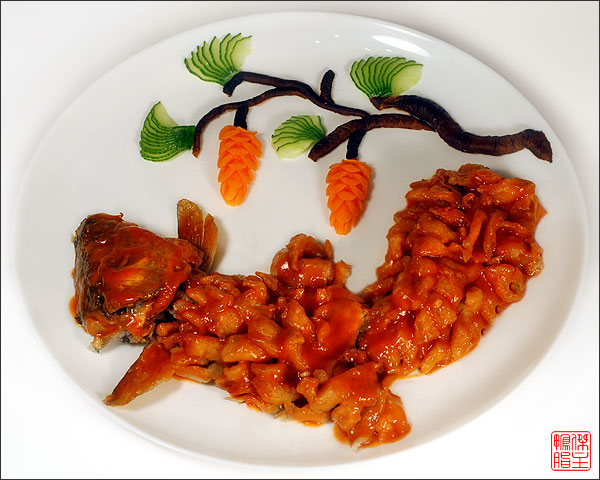
Mandarinfisk i ekorrform.

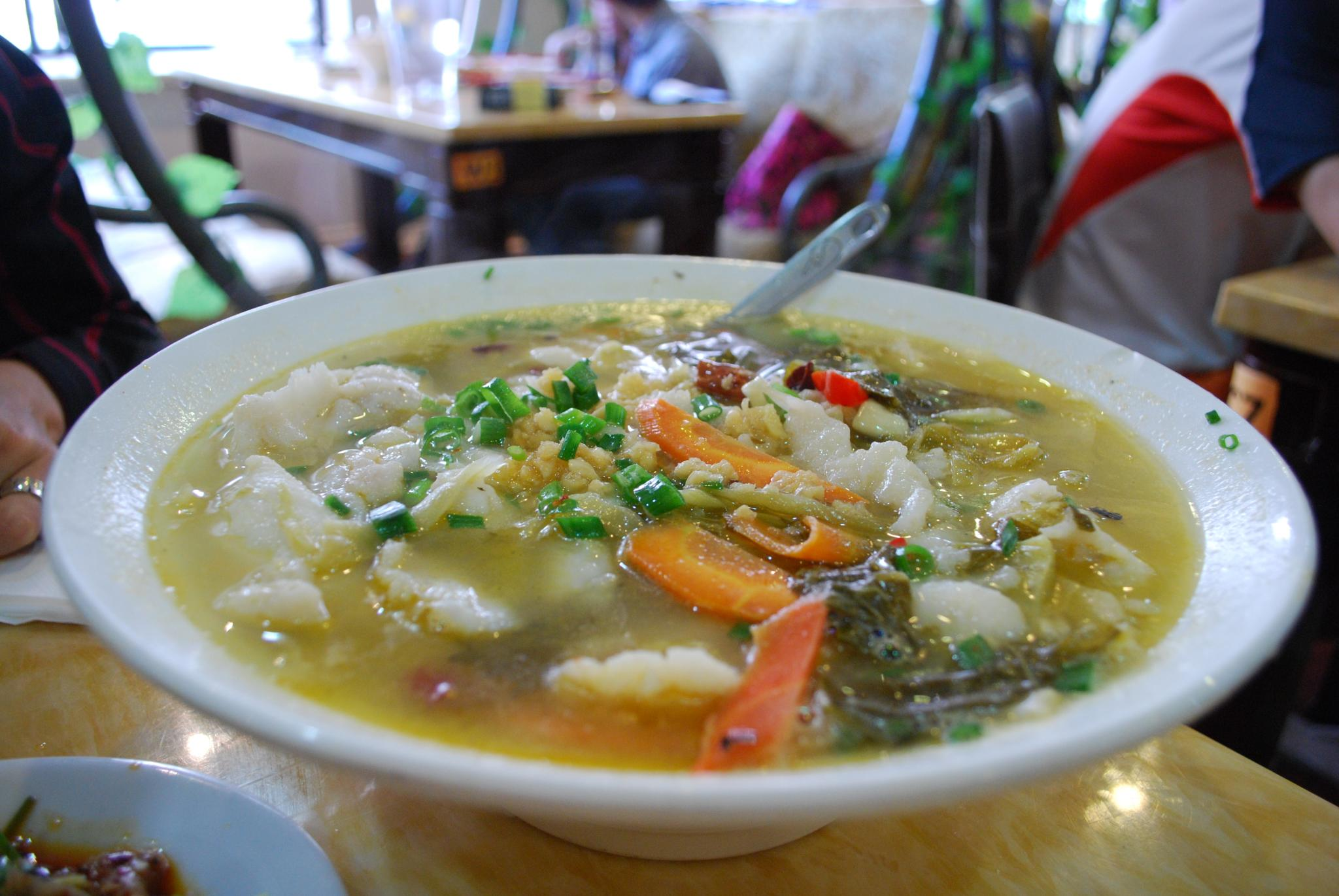
Fisk och blad med senap.

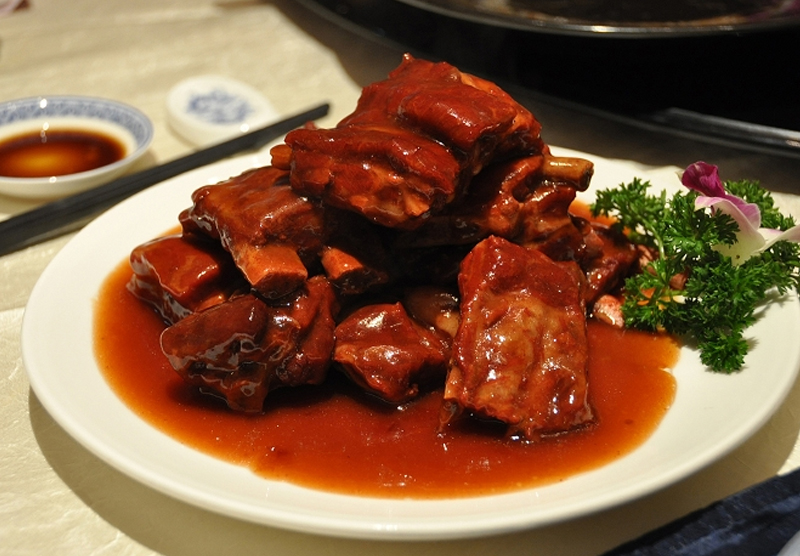
Revbensspjäll, stil Wuxi.

Jiangsuköket (揚菜, yángcài, även 蘇菜, sūcài), är ett av Kinas åtta stora kök. Maten från provinsen med samma namn är själva riktmärket, men köket är idag spritt i delar av Kina med viss variation som följd.
De berömda kockarna från de tre större städerna i provinsen Jiangsu under tidigare dynastier har skapat de traditionella maträtterna som utgör det som idag kallas Jiangsuköket. Dessa tre städer är: Nanjing, känd sedan forntiden som "kejsarens egendom"; Suzhou, vanligen kallad "paradiset"; och Yangzhou, av historiker kallad "den rikaste staden under himlen". Dessa tre provinsstäder i Jiangsu anses vara vaggan till Jiangsuköket, eftersom de har frambringat många berömda kinesiska kockar, liksom en mångfald av berömda maträtter.
Skaldjur är en vanlig ingrediens, eftersom Jiangsu-provinsen ligger precis vid havet. Nanjing-stilen ger en balanserad smak med attraktiva färger. Suzhou-stil betonar kvaliteten på ingredienser och smak sötare än den andra stilen. Wuxi-stilen är känd för sina karamelliserade sojaprodukter - hongshao 红烧. Nantong-stil å andra sidan använder lokala sötvattensingredienser som fisk, räkor, musslor, etc. 
Typiska rätter från Jiangsuköket är: Tärnad kyckling och morötter, mandarinfisk i ekorrform, lufttorkad kyckling, sparv i varm sås, bräserad sköldpadda, duva med kryddpulver, sötvattensräka med bitter melon och äggsoppa med krysantemumblad.

## Nanjing-stilen
Nanjing-stilen betonar fina skivnings- och skärningstekniker, med hastighet och noggrannhet som viktiga mätvärden. Rätter i Nanjing-stil tenderar att ha en robust smak, eftersom Nanjing-stilen har låtit sig inspireras av de "fyra hörnen i Kina" (detta är inte förvånande, med tanke på att Nanjing under århundraden var känd som "kejsarens domän").

## Suzhou-stilen
Suzhou-stilen använder sig av en lätt sötma i smaken och utmärker sig för användningen av färska, säsongsbetonade grönsaker. Det sistnämnda innebär att Suzhou-stilen är specialiserad på rätter som återspeglar säsongens tillgång på grönsaker, varför man måste besöka Suzhou under varje särskild säsong av året för att uppskatta bredden i Suzhou-stilen.

## Maträtter

### Mandarinfisk
Den ekorrformade mandarinfisken, en typisk traditionell maträtt i Suzhou, uppskattas mycket av gäster från Kina och utlandet; inte bara dess färg och smak, utan också dess form.

### Taihu båträtter
Dessa rätter förekom redan i Tangdynastin, för över 1000 år sedan, eftersom de rika tjänstemännen och köpmännen älskade att hålla banketter på båtar så att de kunde njuta av det vackra landskapet medan de åt middag. Sedan 1994 har båträtter blivit väl etablerade i Guangfu, en stad på Tai Husjöns östra sida. Det finns nu 13 magnifika båtrestauranger vid fiskehamnen som serverar en mängd olika rätter, inklusive fiskrätter från Taihusjön.

## Yangzhou-stilen
Yangzhou-stilen som tidigare kallades Huai-Yangstilen, kännetecknas av utmärkt skärning (skivning, tärning osv.), noggrant reglerade tillagningstider och livliga färger.

### "Yangzhou stekt ris"
"Yangzhou stekt ris" är den mest berömda rätten i Yangzhou. Den består vanligtvis av ris, stekt ägg och schalottenlök samt olika ingredienser som räkor, skinka, korv etc.